# Portal d'Albanyà
El Portal d'Albanyà és una porta de l'antiga muralla de la població d'Albanyà, a l'Alt Empordà. Consisteix en una construcció d'època romànica dels segles x-xi i està declarada bé cultural d'interès nacional.

## Característiques
La porta està situada a la part sud-est de la muralla defensiva del poble, a un carrer paral·lel al riu. És formada per dos arcs de mig punt, adovellats. Entre ambdós arcs hi ha l'espai per al rastell. A l'esquerra del portal podem veure un tram de llenç que potser pertanyia a una torre de planta quadrada on hi ha una petita espitllera rectangular, aparedada. L'aparell d'aquest mur és de còdols d'una mida no gaire gran, escapçats, que s'afileren amb força perfecció, alguns en posició inclinada.